# Constantijn I van Armenië
Constantijn I (1053 - overleden 24 januari 1102) (Armeens: Կոստանդին Ա, Gosdantin of Kostantine) volgde zijn vader Ruben I op als vorst van Armeens Cilicië. Tijdens zijn regering regeerde hij merendeels over het Taurus gebergte en het omringende gebied. Hij investeerde veel in het ontginnen van het land en het wederopbouwen van zijn steden en domeinen.

## Levensloop
Volgens kroniek schrijvers Matheos van Edessa en Sempat Sparapet, wordt Constantine gelinkt als een prins, die met zijn vader Ruben/Roupen vanuit het hof van Gagik II van Armenië was gevlucht naar het Taurus gebergte. Daar stichtte ze hun eigen dynastie.
Constantijn begon als heerser met het veroveren van de vesting Vahka (hedendaags Feke), die hij tot zijn residentie maakte. Bij de Ceyhan-rivier begon hij tolheffingen te onderhouden, en breidde zijn Armeense territorium uit.
Toen de kruisvaarders zijn gebied betraden, verwelkomde hij ze met open armen en sloot met hen een verbond. Tevens zorgde hij voor voedingswaren en medicatie. Als waardering werd hij door de kruisvaarders geëerd met de titels van 'graaf' en 'baron'.

## Kinderen
- Beatrix, huwde Jocelin I van Edessa.
- Thoros I ( -1129), opvolger.
- Leo I ( -1140)
- een onbekende dochter, huwde mogelijk met Gabriel van Melitene